# Йозеф Пультар
Йозеф Пультар (нім. Josef Pultar; 22 лютого 1884, Пруггерн — 3 квітня 1949, Шладмінг) — австро-угорський, австрійський і німецький офіцер, генерал-майор люфтваффе.

## Біографія
18 серпня 1905 року вступив в австро-угорську армію. Учасник Першої світової війни. 4 листопада 1918 року потрапив в італійський полон. 12 вересня 1919 року звільнений і 1 жовтня продовжив службу в австрійській армії. Після аншлюсу 15 березня 1938 року автоматично перейшов у вермахт і очолив 10-й альпійський єгерський полк. 1 червня 1938 року переведений в люфтваффе і очолив 25-й запасний авіаційний батальйон, 25 липня 1938 року — 23-й запасний авіаційний полк. З 1 лютого 1939 року — командир 23-го запасного авіаційного батальйону і комендант авіабази Кауфбойрена, з 1 квітня 1939 року — 23-го навчального авіаційного полку, одночасно залишився комендантом авіабази Кауфбойрена. З 3 листопада 1942 року — офіцер для особливих доручень при Імперському міністерстві авіації і головнокомандувачі люфтваффе. 30 листопада 1942 року звільнений у відставку.

## Звання
- Кадет-заступник офіцера (18 серпня 1905)
- Лейтенант (1 листопада 1906)
- Оберлейтенант (1 травня 1912)
- Гауптман (1 липня 1915)
- Майор (17 березня 1924)
- Оберстлейтенант (15 березня 1933)
- Оберст (1 квітня 1939)
- Генерал-майор (1 липня 1940)

## Нагороди
- Ювілейний хрест
- Медаль «За військові заслуги» (Австро-Угорщина)
  - бронзова з мечами
  - 2 срібні з мечами
- Хрест «За військові заслуги» (Австро-Угорщина) 3-го класу з військовою відзнакою і мечами — нагороджений двічі.
- Військовий Хрест Карла
- Пам'ятна військова медаль (Австрія) з мечами
- Хрест «За вислугу років» (Австрія) 2-го класу для офіцерів (25 років)
- Пам'ятна військова медаль (Угорщина) з мечами
- Орден Заслуг (Австрія), лицарський хрест
- Почесний хрест ветерана війни з мечами
- Медаль «За вислугу років у Вермахті» 4-го, 3-го, 2-го і 1-го класу (25 років)
- Хрест Воєнних заслуг 2-го і 1-го класу з мечами